# Braulio Luna
Braulio Luna Guzmán (Ciudad de México, México, 8 de septiembre de 1974) es un exfutbolista mexicano. Actualmente se desempeña como comentarista en Televisa Deportes.

## Trayectoria
Debutó con el Club Universidad Nacional el 10 de septiembre de 1994 bajo las órdenes de Ricardo Ferretti, en un UNAM 3-3 León. Posteriormente se consolidó con los Pumas, donde dejaba ver destellos de buen fútbol.
En 1995 ganó con la sub-23 la medalla de plata en los Juegos Panamericanos de Mar del Plata; se rumoró de un supuesto interés del Lazio de Italia por él.
Después del Mundial Francia 1998 es adquirido por el América de cara al Torneo Invierno 98, en un fichaje que generó cierta polémica. Esto por ser canterano de un equipo que es rival acérrimo de las Águilas.  
En el equipo azulcrema tuvo una destacada participación en la Copa Libertadores 2000, ayudando al equipo a llegar hasta semifinales. Sin embargo, unos meses después es separado por primera vez del plantel americanista. A la llegada del entrenador Alfio Basile es reincorporado de inmediato al equipo. Vuelve al Tri sin regularidad en la parte final del proceso de Manuel Lapuente. En 1998 participó en la telenovela Gotita de amor junto a sus compañeros Oswaldo Sánchez, Cuauhtémoc Blanco y Duilio Davino.
El 2001 fue un año difícil, castigado por indisciplina en el América, es enviado al San Luis, filial de las águilas en la Primera A, por bajo rendimiento. Es eventualmente llamado por Enrique Meza en la selección.
Para el torneo Verano 2002 ficha por el Necaxa en donde empieza a recuperar su mejor nivel y es nuevamente llamado a la selección por Javier Aguirre, tras 13 meses de ausencia. Desde que Descendió con Estudiantes Tecos, ha pasado por varios equipos del Ascenso. hasta llegar a Cruz Azul Hidalgo en 2013 donde jugó por una temporada hasta quedar libre por lo que optó por el retiro.
Actualmente es comentarista de futbol en partidos transmitidos por TUDN (antes Televisa Deportes) después de trabajar como director deportivo del Atlético San Luis de la Liga de Ascenso MX en un proyecto que pretendía regresar al club a primera división (el equipo actualmente ya forma parte del máximo circuito), la Liga MX en su portal, lo registro como jugador en activo, y entreno con el equipo.

## Estadísticas

### Clubes
| Pumas U.N.A.M. · México |               |               |     |    |    |    |    |     |     |    |
| 1ª | 1991-92       | 0             | 0   | 2  | 0  | -  | -  | 2   | 0   |    |
| 1ª | 1994-95       | 24            | 2   | 1  | 0  | -  | -  | 25  | 2   |    |
| 1ª | 1995-96       | 22            | 3   | 1  | 0  | -  | -  | 23  | 3   |    |
| 1ª | 1996-97       | 35            | 3   | 5  | 2  | -  | -  | 40  | 5   |    |
| 1ª | 1997-98       | 27            | 2   | -  | -  | -  | -  | 27  | 2   |    |
| Total club | Total club    | 108           | 10  | 9  | 2  | -  | -  | 117 | 12  |    |
| C.F. América · México |               |               |     |    |    |    |    |     |     |    |
| 1ª | 1998-99       | 35            | 5   | 1  | 0  | -  | -  | 36  | 5   |    |
| 1ª | 1999-00       | 31            | 5   | 4  | 2  | 14 | 2  | 49  | 9   |    |
| 1ª | 2000-01       | 36            | 5   | 4  | 0  | 4  | 1  | 44  | 6   |    |
| 1ª | 2001          | 14            | 0   | 2  | 0  | -  | -  | 16  | 0   |    |
| Total club | Total club    | 116           | 15  | 11 | 2  | 18 | 3  | 145 | 20  |    |
| C. Necaxa · México |               |               |     |    |    |    |    |     |     |    |
| 1ª | 2002          | 15            | 6   | -  | -  | -  | -  | 15  | 6   |    |
| 1ª | 2002-03       | 35            | 12  | -  | -  | 4  | 0  | 39  | 12  |    |
| 1ª | 2003-04       | 35            | 6   | -  | -  | -  | -  | 35  | 6   |    |
| Total club | Total club    | 85            | 24  | -  | -  | 4  | 0  | 89  | 24  |    |
| C.D. Veracruz · México |               |               |     |    |    |    |    |     |     |    |
| 1ª | 2004-05       | 22            | 0   | -  | -  | -  | -  | 22  | 0   |    |
| 1ª | 2005-06       | 28            | 1   | 3  | 0  | -  | -  | 31  | 1   |    |
| 1ª | 2006          | 14            | 2   | -  | -  | -  | -  | 14  | 2   |    |
| 2ª | 2012-13       | 29            | 5   | 4  | 0  | -  | -  | 33  | 5   |    |
| Total club | Total club    | 93            | 8   | 7  | 0  | -  | -  | 100 | 8   |    |
| San Luis F.C. · México |               |               |     |    |    |    |    |     |     |    |
| 1ª | 2007          | 18            | 4   | -  | -  | -  | -  | 18  | 4   |    |
| 1ª | 2007-08       | 38            | 4   | 4  | 0  | -  | -  | 42  | 4   |    |
| 1ª | 2008-09       | 33            | 4   | -  | -  | 6  | 2  | 39  | 6   |    |
| 1ª | 2009-10       | 34            | 6   | -  | -  | 5  | 1  | 39  | 7   |    |
| Total club | Total club    | 123           | 18  | 4  | 0  | 11 | 3  | 152 | 21  |    |
| Pachuca C.F. · México |               |               |     |    |    |    |    |     |     |    |
| 1ª | 2010-11       | 29            | 1   | -  | -  | 4  | 0  | 33  | 1   |    |
| Total club | Total club    | 29            | 1   | -  | -  | 4  | 0  | 33  | 1   |    |
| C.D. Estudiantes Tecos · México |               |               |     |    |    |    |    |     |     |    |
| 1ª | 2011-12       | 30            | 2   | -  | -  | -  | -  | 30  | 2   |    |
| Total club | Total club    | 30            | 2   | -  | -  | -  | -  | 30  | 2   |    |
| Cruz Azul Hidalgo · México |               |               |     |    |    |    |    |     |     |    |
| 2ª | 2013-14       | 11            | 0   | 2  | 0  | -  | -  | 13  | 0   |    |
| Total club | Total club    | 11            | 0   | 2  | 0  | -  | -  | 13  | 0   |    |
| Atlético San Luis · México |               |               |     |    |    |    |    |     |     |    |
| 2ª | 2014          | 3             | 0   | 6  | 0  | -  | -  | 9   | 0   |    |
| Total club | Total club    | 3             | 0   | 6  | 0  | -  | -  | 9   | 0   |    |
| Total carrera | Total carrera | Total carrera | 598 | 78 | 39 | 4  | 37 | 6   | 674 | 88 |
| (1)Incluye datos de la Copa México, Pre Pre Libertadores (1998, 1999 y 2000) e InterLiga (2006 y 2008). (2)Incluye datos de la Copa Campeones CONCACAF (2003), Copa de Gigantes de la Concacaf (2001), SuperLiga (2010), Copa Sudamericana (2008), Copa Libertadores (2000, 2009 y 2010) y Mundial de Clubes (2010). |               |               |     |    |    |    |    |     |     |    |

## Selección nacional

### Selección absoluta
| Club               | País   | PJ | Goles | Periodo     |
| ------------------ | ------ | -- | ----- | ----------- |
| Selección Mexicana | México | 31 | 2     | 1997 - 2010 |

Fue convocado a la Selección de fútbol de México por Manuel Lapuente quien lo debutó el 12 de diciembre de 1997, en el partido México 1-3 Australia correspondiente a la primera fase de la Copa FIFA Confederaciones 1997.
Tuvo participación en los mundiales de Francia 1998 y Corea Japón 2002. Volvió a ser llamado a la selección el 30 de septiembre de 2009, después de 6 años, para un partido amistoso ante la selección de fútbol de Colombia. Aunque se le vio con ganas de disputar el Mundial de 2010 que se realizaría en Sudáfrica no fue incluido en la lista final de 23 jugadores.

### Participaciones en fases finales
| Competición                    | Categoría | Sede                  | Resultado        | Partidos | Goles |
| ------------------------------ | --------- | --------------------- | ---------------- | -------- | ----- |
| Copa FIFA Confederaciones 1997 | Absoluta  | Arabia Saudita        | Primera fase     | 3        | 1     |
| Copa Oro CONCACAF 1998         | Absoluta  | Estados Unidos        | Campeón          | 3        | 0     |
| Copa Mundial FIFA 1998         | Absoluta  | Francia               | Octavos de final | 2        | 0     |
| Copa Mundial FIFA 2002         | Absoluta  | Corea del Sur y Japón | Octavos de final | 4        | 0     |

### Partidos internacionales
| #  | Fecha                    | Rival             | Sede              | Estadio                       | Resultado | Competición                    |
| -- | ------------------------ | ----------------- | ----------------- | ----------------------------- | --------- | ------------------------------ |
| 1  | 12 de diciembre de 1997  | Australia         | Riad              | Estadio Rey Fahd              | 1-3       | Copa FIFA Confederaciones 1997 |
| 2  | 14 de diciembre de 1997  | Arabia Saudita    | Riad              | Estadio Rey Fahd              | 5-0       | Copa FIFA Confederaciones 1997 |
| 3  | 16 de diciembre de 1997  | Brasil            | Riad              | Estadio Rey Fahd              | 2-3       | Copa FIFA Confederaciones 1997 |
| 4  | 7 de febrero de 1998     | Honduras          | Oakland           | O.co Coliseum                 | 2-0       | Copa Oro CONCACAF 1998         |
| 5  | 12 de febrero de 1998    | Jamaica           | Los Ángeles       | Los Angeles Memorial Coliseum | 1-0       | Copa Oro CONCACAF 1998         |
| 6  | 15 de febrero de 1998    | Estados Unidos    | Los Ángeles       | Los Angeles Memorial Coliseum | 1-0       | Copa Oro CONCACAF 1998         |
| 7  | 18 de marzo de 1998      | Paraguay          | Ciudad de México  | Estadio Azteca                | 1-1       | Amistoso                       |
| 8  | 9 de mayo de 1998        | Estonia           | Montecatini Terme | Stadio Enzo Mazotti           | 6-0       | Amistoso                       |
| 9  | 23 de mayo de 1998       | Irlanda           | Dublín            | Estadio Aviva                 | 0-0       | Amistoso                       |
| 10 | 31 de mayo de 1998       | Japón             | Lausanne          | Stade de La Pontaise          | 2-1       | Amistoso                       |
| 11 | 13 de junio de 1998      | Corea del Sur     | Lyon              | Stade Gerland                 | 3-1       | Copa Mundial FIFA 1998         |
| 12 | 25 de junio de 1998      | Países Bajos      | París             | Parque de los Príncipes       | 2-2       | Copa Mundial FIFA 1998         |
| 13 | 5 de julio de 2000       | Venezuela         | Monterrey         | Estadio Tecnológico           | 2-0       | Amistoso                       |
| 14 | 23 de julio de 2000      | Trinidad y Tobago | Puerto España     | Queen's Park Oval             | 0-1       | Clasificación Mundial 2002     |
| 15 | 15 de agosto de 2000     | Canadá            | Ciudad de México  | Estadio Azteca                | 1-2       | Clasificación Mundial 2002     |
| 16 | 28 de febrero de 2001    | Estados Unidos    | Los Ángeles       | Los Angeles Memorial Coliseum | 0-2       | Amistoso                       |
| 17 | 7 de marzo de 2001       | Brasil            | Guadalajara       | Estadio Jalisco               | 3-3       | Amistoso                       |
| 18 | 3 de abril de 2002       | Estados Unidos    | Denver, CO        | INVESCO Field at Mile High    | 1-0       | Amistoso                       |
| 19 | 17 de abril de 2002      | Bulgaria          | East Rutherford   | Giants Stadium                | 1-0       | Amistoso                       |
| 20 | 12 de mayo de 2002       | Colombia          | México DF         | Azteca                        | 2-1       | Amistoso                       |
| 21 | 16 de mayo de 2002       | Bolivia           | San Francisco     | Candlestick Park              | 1-0       | Amistoso                       |
| 22 | 3 de junio de 2002       | Croacia           | Niigata           | Stadium Big Swan              | 1-0       | Copa Mundial FIFA 2002         |
| 23 | 9 de junio de 2002       | Ecuador           | Miyagi            | Estadio de Miyagi             | 2-1       | Copa Mundial FIFA 2002         |
| 24 | 13 de junio de 2002      | Italia            | Oita              | Big Eye Stadium               | 1-1       | Copa Mundial FIFA 2002         |
| 25 | 17 de junio de 2002      | Estados Unidos    | Jeonju            | Estadio Mundialista de Jeonju | 0-2       | Copa Mundial FIFA 2002         |
| 26 | 4 de febrero de 2003     | Argentina         | Los Ángeles       | Memorial Coliseum             | 0-1       | Amistoso                       |
| 27 | 12 de febrero de 2003    | Colombia          | Phoenix           | Bank One Ball Park            | 0-0       | Amistoso                       |
| 28 | 30 de septiembre de 2009 | Colombia          | Dallas            | Estadio Cotton Bowl           | 1-2       | Amistoso                       |
| 29 | 24 de febrero de 2010    | Bolivia           | San Francisco     | Candlestick Park              | 5-0       | Amistoso                       |
| 30 | 3 de marzo de 2010       | Nueva Zelanda     | Pasadena          | Estadio Rose Bowl             | 2-0       | Amistoso                       |
| 31 | 17 de marzo de 2010      | Corea del Norte   | Torreón           | Estadio TSM Corona            | 2-1       | Amistoso                       |

### Goles internacionales
| # | Fecha                   | Rival          | Marcador | Resultado | Competición               |
| - | ----------------------- | -------------- | -------- | --------- | ------------------------- |
| 1 | 14 de diciembre de 1997 | Arabia Saudita | 4-0      | 5-0       | Copa Confederaciones 1997 |
| 2 | 24 de febrero de 2010   | Bolivia        | 3-0      | 5-0       | Amistoso                  |

## Palmarés

### Torneos nacionales
| Título               | Club       | País           | Año  |
| -------------------- | ---------- | -------------- | ---- |
| Pre Pre Libertadores | C. América | Estados Unidos | 2001 |

### Copas internacionales
| Título                          | Club               | País           | Año  |
| ------------------------------- | ------------------ | -------------- | ---- |
| Copa Oro CONCACAF               | Selección Mexicana | Estados Unidos | 1998 |
| Copa de Gigantes de la Concacaf | C. América         | Estados Unidos | 2001 |